# كوة (رسوميات)
الكوة - viewport - في رسوميات الحاسوب هي مساحة للعرض مضلعة، مثل النافذة لكنها تقاس بالبكسل ومثله من الوحدات وأما النافذة فتقاس بالسنتمتر ونحوه.
الوحدة vw من وحدات المساحة في لغة سي إس إس.